# Exzellenzcluster Macromolecular Complexes
Der Cluster of Excellence Frankfurt Macromolecular Complexes (CEF) war ein interdisziplinäres Forschungszentrum der Johann Wolfgang Goethe-Universität Frankfurt am Main in Zusammenarbeit mit dem Max-Planck-Institut für Biophysik und dem Max-Planck-Institut für Hirnforschung. Der Exzellenzcluster wurde im November 2006 im Rahmen der Exzellenzinitiative des Bundes und der Länder gegründet und bis Oktober 2019 von der DFG gefördert.

## Ziele
Makromolekulare Komplexe spielen eine herausragende Rolle bei grundlegenden Lebensvorgängen. Aufgrund ihrer Fragilität, Größe und geringen Verfügbarkeit sind bisher nur für wenige dieser Komplexe die molekulare Struktur und Wirkmechanismen bekannt. Der Cluster trug zum besseren Verständnis von makromolekularen Komplexen bei. Dabei standen speziell die Strukturaufklärung, die molekularen Mechanismen und Funktionen, die den Interaktionen der biologischen Makromoleküle in der Zelle und in der Zellmembran zugrunde liegen, im Vordergrund. Der Cluster war wissenschaftlichen Spitzenleistungen und früher Unabhängigkeit junger Forscher verpflichtet und war ein international bekanntes Forschungszentrum im Bereich der Lebenswissenschaften an.

## Forschungsgebiete
Der Cluster widmete sich der Untersuchung aller Aspekte großer makromolekularer Komplexe mit dem Ziel, ihre Funktion zu verstehen. Die Forschung im CEF konzentrierte sich auf die folgenden fünf Forschungsgebiete:

### Membranproteinkomplexe
Biologische Membranen sind von zentraler Bedeutung für das Leben. Sie umgeben die Zellen und Organellen und trennen das interne Milieu der Zelle oder Organelle vom externen Milieu. Die Grundbausteine der biologischen Membran sind einerseits Lipide, die in einer Doppelschicht angeordnet sind, und andererseits Membranproteine, die in der Doppellipidschicht eingebettet sind. Manchmal kommen Zuckermoleküle hinzu, die wiederum an die Lipide und Membranproteine gebunden sind. Wesentliche Grundfunktionen der Zelle, wie Energieproduktion, Nahrungsaufnahme, Abfallbeseitigung und Verarbeitung von externen Signalen, geschehen an der biologischen Membran. Um diese vielfältigen Funktionen ausüben zu können, lagern sich dort die meisten Membranproteine zu großen und oft dynamischen Proteinkomplexen zusammen. Das detaillierte Studium von Membranproteinkomplexen setzt voraus, dass diese Komplexe zunächst aus ihrer Lipidumgebung herausgelöst werden. Damit werden sie für strukturelle und funktionelle Untersuchungen zugänglich. Die Kenntnis des exakten strukturellen dreidimensionalen Aufbaus ermöglicht es, die molekularen Mechanismen aufzuklären und die Funktion im Detail zu verstehen.

### Qualitätskontrolle und Signalübertragung
Das Leben einer Zelle beruht auf einer großen Anzahl komplexer chemischer Reaktionen, die in ihrer Gesamtheit die Energieversorgung der Zelle, ihre Integrität und Stabilität sowie ihre Kommunikation mit anderen Zellen und zellspezifische Funktionen sicherstellen. Die notwendige hohe Präzision in den Abläufen einer Zelle erfolgt durch die Bildung großer Komplexe, die aus vielen verschiedenen Proteinen und/oder anderen biologischen Makromolekülen bestehen. Diese Komplexe sorgen zum einen dafür, dass die verschiedenen Reaktionszentren nah genug beieinander sind, damit das Produkt eines Enzyms möglichst schnell und effizient vom nächsten Enzym weiterverarbeitet werden kann. Zum anderen befinden sich in den Komplexen regulatorische Faktoren, die bestimmte Aktivitäten entweder unterdrücken oder erst ermöglichen. Die Untersuchung der regulatorischen Funktionen in Komplexen, die innerhalb der Zelle vorliegen, ist eines der zentralen Forschungsgebiete des CEF. Eine große Schwierigkeit bei der Untersuchung dieser Komplexe liegt darin, dass viele wichtige regulatorische Wechselwirkungen zwischen verschiedenen Komponenten über Komplexe ablaufen, die sich nicht in stabiler Form isolieren lassen, also transienter Natur sind. Andere Wechselwirkungen sind hingegen so stark, dass sich die Komponenten nicht einzeln untersuchen lassen. Für die Untersuchung eines derart weiten Spektrums von Wechselwirkungen ist eine Vielzahl biochemischer, zellbiologischer und biophysikalischer Methoden notwendig, von denen viele in den verschiedenen, am CEF beteiligten Arbeitsgruppen etabliert sind. Ein besonderer Forschungsfokus bei der Charakterisierung von Protein-Protein-Wechselwirkungen lag auf der Untersuchung so genannter posttranslationale Modifikationen. Die Forschung im CEF widmete sich der funktionalen und strukturbiologischen Aufklärung der Mechanismen solcher posttranslationaler Modifikationen. Dabei konzentrierten sich die Forscher des CEF besonders auf die wichtigsten Komponenten der Qualitätskontrolle, der intrazellulären Signalübertragung und der Transkription.

### Dynamik von RNA-Protein-Komplexen
Ribonukleinsäuren (RNA) erfüllen neben der Übersetzung des genetischen Codes in die Aminosäuresequenz der Proteine viele andere lebenswichtige Funktionen in der Zelle. Die Entdeckung verschiedener Arten von nicht-kodierenden und regulierenden RNA-Elementen zeigte, dass RNA nicht nur ein passiver Informationsträger ist, sondern sehr stark in das Zellgeschehen eingreift. Um diese Wechselwirkungen und Dynamik zu entschlüsseln, muss die Struktur und Funktionsweise dieser RNA-Elemente verstanden werden. Mitgliedern des CEF ist es gelungen, die strukturelle Dynamik mehrerer solcher RNA-Elemente zu bestimmen. Mittels LILBID-Massenspektrometrie und magnetischer Kernspin-Resonanzspektroskopie wurde zum Beispiel die Zusammensetzung und Struktur des HIV TAR RNA-Liganden-Komplexes analysiert und die Komplexität der Peptid-Bindungsstellen der RNAs beschrieben. Ein weiteres Beispiel ist die Analyse der Flexibilität von RNAs mit Hilfe der Elektronenspinresonanz-Spektroskopiemethode PELDOR nach basen-spezifischem Spin-Labeling. RNAs kommen in der Regel nicht isoliert vor, sondern als Komplexe mit verschiedenen Proteinen. Diese Ribonukleinsäure-Protein-Komplexe, kurz RNPs genannt, erfüllen eine ganze Bandbreite essentieller Funktionen in der Zelle. CEF Forscher untersuchen die hochkomplexen faszinierenden Wechselwirkungen zwischen der RNA und den Proteinen, die dabei entstehenden Modifikationen und wie die Qualitätskontrolle abläuft. Viele Funktionen von RNPs sowie die Verteilung von RNA innerhalb der Zelle werden von RNA-Elementen gesteuert, über die bisher noch wenig bekannt ist.

### Proteindesign
Zu den Schlüsselpositionen, die makromolekulare Komplexe im Stoffwechsel eines jeden Organismus besetzen, gehören die Energiegewinnung, der Aufbau von Zellstrukturen und die Regulation bzw. Koordination zellulärer Abläufe. Ausgewählte Proteinkomplexe wurden von CEF Mitgliedern zielgerichtet verändert, um neue Funktionen zu gewährleisten. Aufbauend auf den Erkenntnissen aus früheren Forschungsvorhaben sollen so maßgeschneiderte makromolekulare Komplexe neue Aufgaben erfüllen und kontrollierbar arbeiten. Ein konkreter Arbeitsschwerpunkt ist die Steuerung von zellulären Vorgängen durch Licht – z. B. um Ionenströme über Membranen durch Licht anzutreiben. So konnten lichtgetriebene Ionenkanäle, die primär Natrium und Calcium leiten, mit anderen Kalium-leitenden Ionenkanälen funktional verknüpft werden, um neue Anwendungen in der Optogenetik zu ermöglichen. In einem weiteren Arbeitsschwerpunkt galt es, Proteinkomplexe im Zuge eines Proteindesigns zu modifizieren, die in der Natur für die Herstellung von pharmazeutisch relevanten Substanzen verantwortlich sind. So können die Syntheseverfahren der Natur zur Herstellung neuer Medikamente verwendet werden, um beispielsweise der Zunahme von Resistenzen gegen Antibiotika aktiv entgegenzuwirken.

### Analytik makromolekularer Komplexe
Die in den ersten vier Forschungsgebieten dargestellten Herausforderungen verlangten nach einem kombinierten Einsatz etablierter und neuentwickelter physikalischer Techniken. CEF zielte darauf ab, Methoden mit unterschiedlichen energetischen, zeitlichen und räumlichen Auflösungen zu integrieren und weiterzuentwickeln. Dabei war eine enge Zusammenarbeit von vielen verschiedenen Fachrichtungen der Natur- und Lebenswissenschaften nötig. Zum Methodenspektrum, dass im CEF zur Untersuchung makromolekularer Komplexe eingesetzt und weiterentwickelt wurde, gehörten Elektronenmikroskopie, Röntgen-Kristallographie, Elektronenspinresonanz (EPR), der Protonenspinresonanz (NMR), Fluoreszenzmikroskopie und Massenspektrometrie.

## Organisation
Der Cluster wurde von der CEF-Versammlung geleitet, die sich aus Principal Investigators, Adjunct Investigators, Senior Investigators und Associated Members zusammensetzte. Die CEF-Versammlung koordinierte die Forschung und wählte den Sprecher und das Direktorium. Der Sprecher koordinierte den Cluster und war im Einzelnen für Budgetierung, Personal und Investitionen zuständig.
Sprecher des CEF seit seiner Gründung:
| Volker Dötsch        | März 2013 – Oktober 2019    |
| Harald Schwalbe      | Februar 2009 – Februar 2013 |
| Werner Müller-Esterl | November 2006 – Januar 2009 |

Die CEF-Verwaltung bestand aus dem Sprecher, dem Direktorium und der Geschäftsstelle. Ein internationaler wissenschaftlicher Beirat, der sich aus sechs hoch angesehenen Wissenschaftlern relevanter Forschungsgebiete zusammensetzte, überwachte den Verlauf der Forschung und berät den Cluster.

## Buchmann Institut für Molekulare Lebenswissenschaften
CEF gründete ein interdisziplinäres Forschungsinstitut auf dem Campus Riedberg der Goethe-Universität in Frankfurt am Main. Das „Buchmann Institut für Molekulare Lebenswissenschaften“ (BMLS) liegt in direkter Nachbarschaft zu den naturwissenschaftlichen Fachbereichen der Universität und den Max-Planck-Instituten für Biophysik und Hirnforschung. Der Bau wurde je zur Hälfte vom Land Hessen und vom Bund getragen. Er beherbergt Forschungsgruppen aus den Disziplinen Biologie, Biochemie, Chemie, Physik und Medizin.